# Vriesea
Vriesea  es un gran género de plantas de flores perteneciente a la familia Bromeliaceae, subfamilia Tillandsioideae. Contiene algunas de las más grandes especies de la familia. Está estrechamente relacionada con  Tillandsia, solamente diferenciados en la presencia de pétalos. Comprende 543 especies descritas y de estas, solo 340 aceptadas.

## Descripción
S, epífitas o a veces con hábitos terrestres; plantas hermafroditas. Hojas enteras; láminas liguladas a triangulares, glabras a densamente pubescentes. Escapo alargado; inflorescencia simple o compuesta, flores dísticas o a veces polísticas; sépalos libres (connados por menos de 1 mm); pétalos libres, con 2 escamas basales adaxiales colaterales, blancos, blancos matizados de púrpura, a veces amarillos o verdosos; ovario súpero. Fruto una cápsula; semillas con apéndice plumoso.

## Taxonomía
El género fue descrito por John Lindley y publicado en Edwards's Botanical Register 29: t. 10. 1843. La especie tipo es: Vriesea psittacina (Hook.) Lindl. 
Etimología
Vriesea: nombre genérico otorgado en honor de Willem Hendrik de Vriese, botánico y físico neerlandés.

## Especies aceptadas
A continuación se brinda un listado de las especies del género Vriesea aceptadas hasta octubre de 2013, ordenadas alfabéticamente. Para cada una se indica el nombre binomial seguido del autor, abreviado según las convenciones y usos.
| - Vriesea barilletii - Vriesea carinata - Vriesea duvaliana - Vriesea ensiformis - Vriesea fenestralis - Vriesea fulgida - Vriesea gigantea - Vriesea hieroglyphica | - Vriesea incurvata - Vriesea platynema - Vriesea psittacina - Vriesea regina - Vriesea rex - Vriesea rodigasiana - Vriesea rubra - Vriesea saundersii |

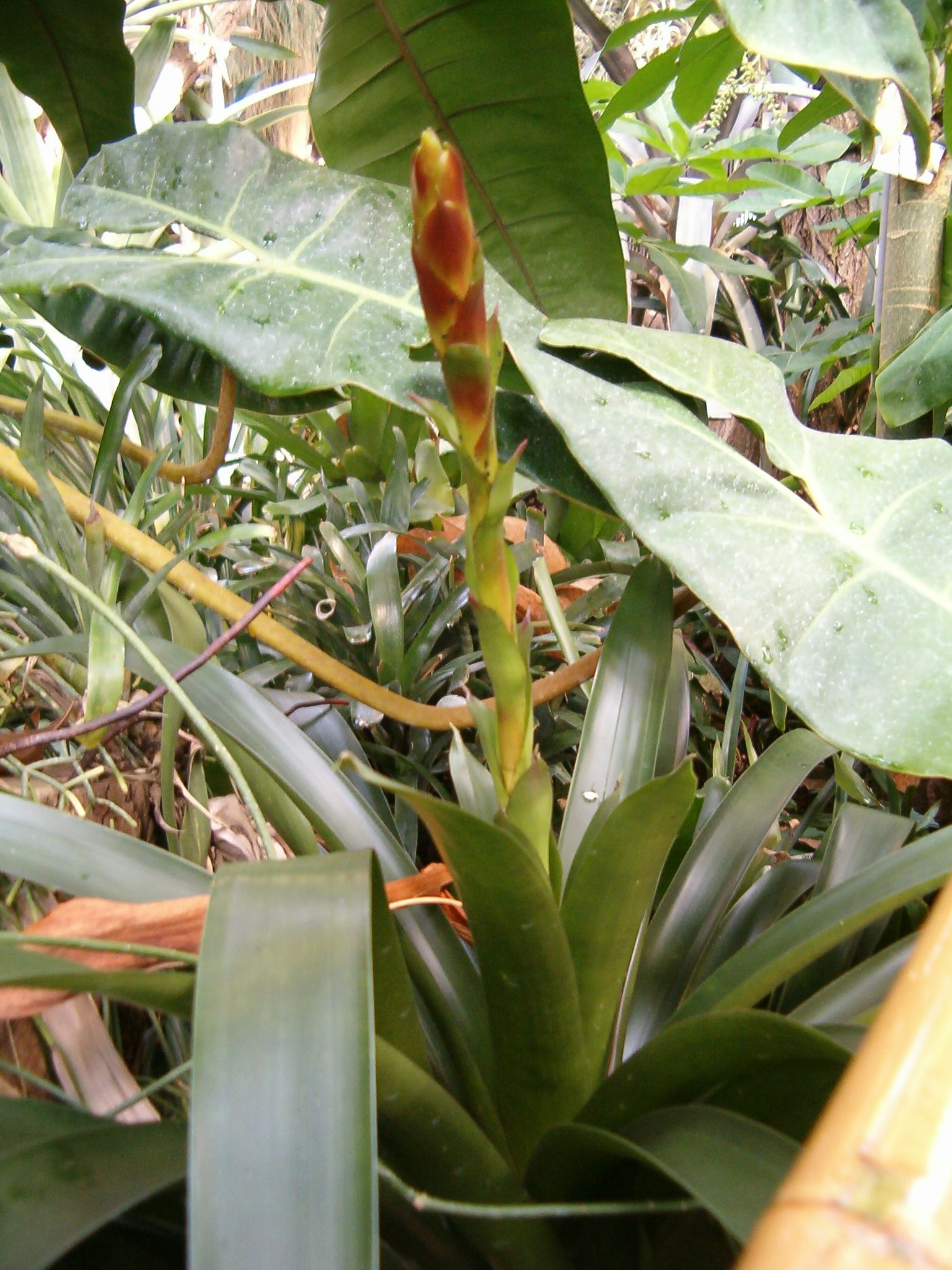
Vriesea schwackeana
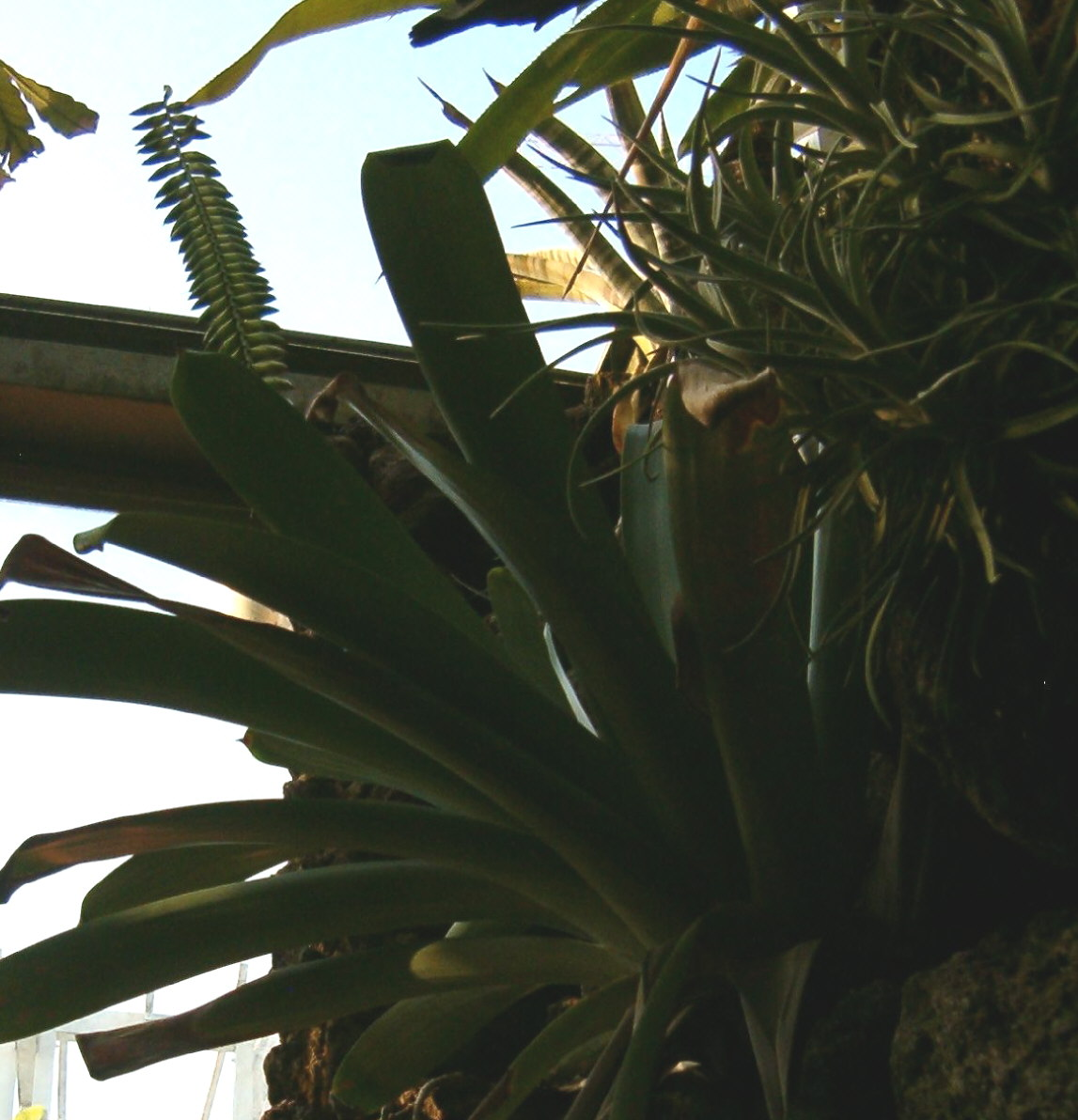
Vriesea bituminosa